# Liste der Monuments historiques in Messemé
Die Liste der Monuments historiques in Messemé führt die Monuments historiques in der französischen Gemeinde Messemé auf.

## Liste der Objekte
| Bezeichnung | Beschreibung                        | Standort                        | Kennzeichnung | Schutzstatus | Datum | Bild |
| ----------- | ----------------------------------- | ------------------------------- | ------------- | ------------ | ----- | ---- |
| Handpumpe   | 1844                                | in der Mairie (Lage)            | PM86001488    | Inscrit      | 2006  |      |
| Glocke      | Bronze, im 18. Jahrhundert gegossen | in der Kirche St-Césaire (Lage) | PM86000324    | Classé       | 1947  |      |